# بلنکو (اوکلاهاما)
بلنکو (به انگلیسی: Blanco) یک منطقهٔ مسکونی در ایالات متحده آمریکا است که در اکلاهما واقع شده‌است. بلنکو ۲۱۷٫۰۲ متر بالاتر از سطح دریا واقع شده‌است.